# جون هولت (لاعب كرة قدم أمريكية)
جون هولت (بالإنجليزية: John Holt)‏ هو لاعب كرة قدم أمريكية أمريكي، ولد في 14 مايو 1959 في لوتون في الولايات المتحدة، وتوفي في 13 فبراير 2013 في تامبا في الولايات المتحدة.

## وصلات خارجية
- جون هولت على موقع مرجع كرة القدم المحترفة.كوم (الإنجليزية)